# Jakub Dutlinger
Jakub Dutlinger ps. Jakub Mariański, Czubek, Dudek, Owczarski (ur. 29 marca 1885 w Warszawie, zm. 22 sierpnia 1937) – działacz komunistyczny. 
Był księgowym. Studiował, lecz dyplomu nie uzyskał. Od 1904 działał w PPS, od 1906 w PPS-Lewicy. Był działaczem związków zawodowych, funkcjonariuszem Czerwonej Międzynarodówki Związków Zawodowych. Od 1918 działał w KPRP. W 1920 więziony w był w X Pawilonie Cytadeli Warszawskiej.
W czasie Wielkiej Czystki znajdował się w Moskwie, gdzie pracował w gazecie. Aresztowany 14 czerwca 1937. 22 sierpnia tegoż roku został skazany za udział w antysowieckiej terrorystycznej organizacji na karę śmierci. Wyrok wykonano tego samego dnia poprzez rozstrzelanie. Ciało skremowano i pochowano anonimowo na Cmentarzu Dońskim. 3 sierpnia 1955 został zrehabilitowany.